# Operatie Chastise
Operatie Chastise was de naam voor de aanval op Duitse dammen op 16 en 17 mei 1943 tijdens de Tweede Wereldoorlog. Er werd gebruikgemaakt van een speciaal ontwikkelde stuiterbom. De aanval werd uitgevoerd door het RAF No. 617 Squadron, later bekend onder de naam Dam Busters en geleid door Guy Gibson VC.

## Aanleiding tot Operatie Chastise
De Duitse wapenfabrieken in en rond het Ruhrgebied hadden water (drinkwater en koelwater) en elektriciteit nodig voor hun productie. Elektriciteit werd opgewekt door waterkrachtcentrales achter de stuwmeren. Daarnaast werden deze meren gebruikt om de waterstand in de Ruhr (via de Möhnedam) respectievelijk in de Wezer (via de Ederdam) te regelen. Verder was het doel, door de vloedgolf civiele doelen te beschadigen. Verscheidene keren hadden de geallieerden de wapenfabrieken gebombardeerd, maar de resultaten waren niet blijvend. Gibson kreeg de opdracht om niet de fabrieken, maar de stuwdammen te vernietigen. De missie werd door velen als onmogelijk gezien omdat de stuwdammen zwaar verdedigd werden. Vliegtuigen konden nauwelijks in de buurt komen en bommen die wel afgeworpen werden richtten weinig schade aan. Nadat de Britse ingenieur Barnes Wallis een stuiterbom had ontwikkeld en deze met succes getest was zag de Britse legerleiding toch een kans om de Duitsers een slag toe te brengen. Als primaire doelen werden de Möhnedam, de Ederdam en de Sorpedam voorop gesteld. Als secundaire doelen de Lister-, Ennepe- en Diemeldam.

## 16 mei 1943

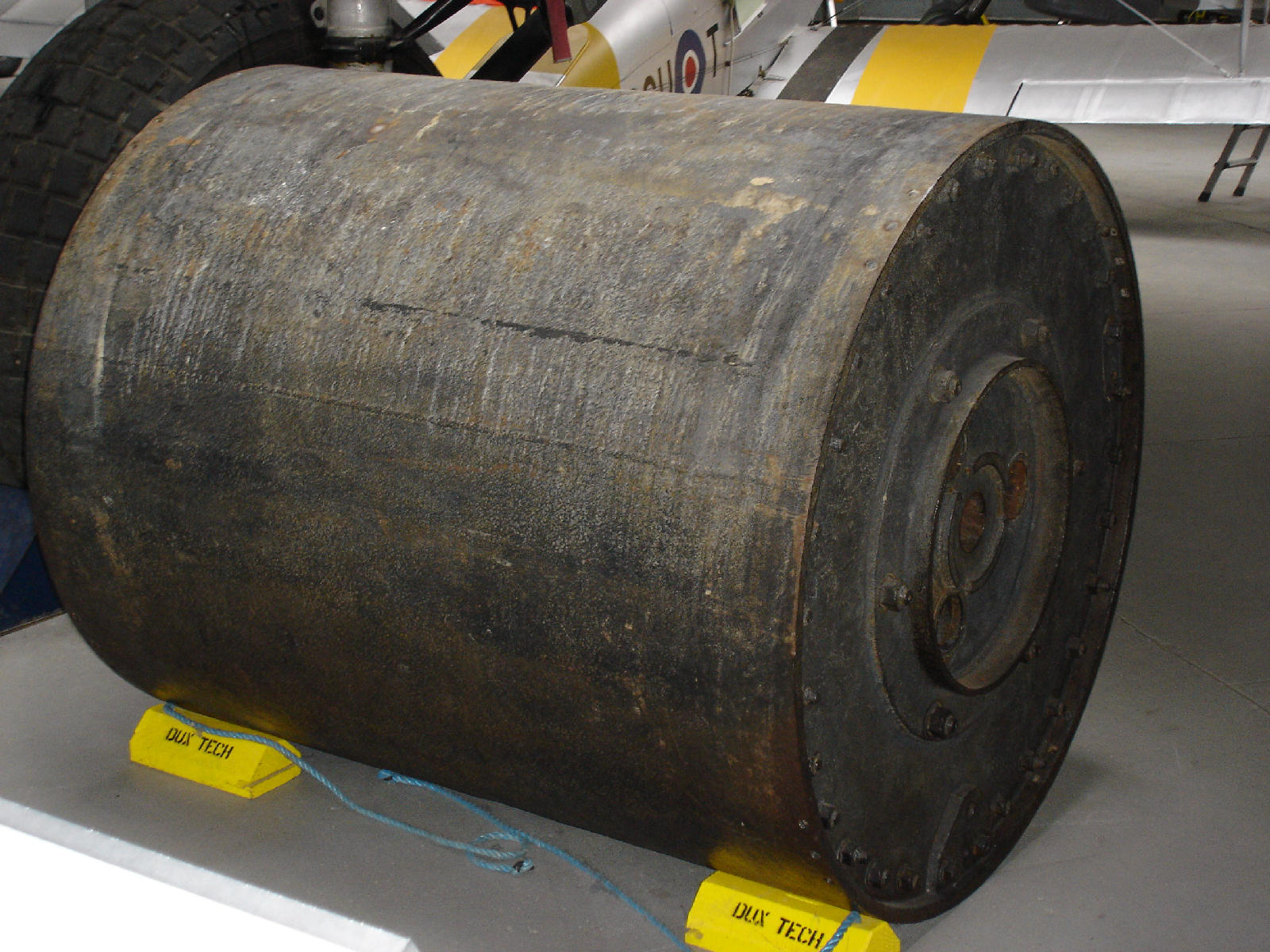
Een stuiterbom

In de nacht van 16 mei 1943 vloog Gibson met een eskader van 19 Lancaster-bommenwerpers naar het Ruhrgebied. Elk vliegtuig droeg onder de romp één stuiterbom aan een speciaal aandrijfmechanisme dat de bom zijn rotatiesnelheid moest geven. Eenmaal in het Ruhrgebied aangekomen splitste de groep in tweeën; elke groep zou twee dammen aanvallen. Gibson zelf leidde de eerste aanval op de Möhnedam. Hij was ook de eerste die zijn bom afwierp, maar zonder het gewenste resultaat. Het kostte vijf aanvallen voordat de dam brak. Na zijn eigen aanval bleef Gibson elke aanval meegaan, om FLAK van de Duitsers aan te trekken. De werper van de bom kon daardoor nauwkeuriger aanvliegen en beter richten.
Nadat de Möhnedam verwoest was door drie correct afgeworpen bommen trok de groep met drie overgebleven bommen naar de vlakbij gelegen Ederdam. Ook deze werd met twee voltreffers verwoest. Twee bommen werden goed afgeworpen bij de Sorpedam maar deze hield stand. Een aanval met één bom op de Beverdam (die, zo blijkt achteraf, verward werd met de nabijgelegen Ennepedam) had eveneens geen resultaat.

## Gevolgen van de operatie

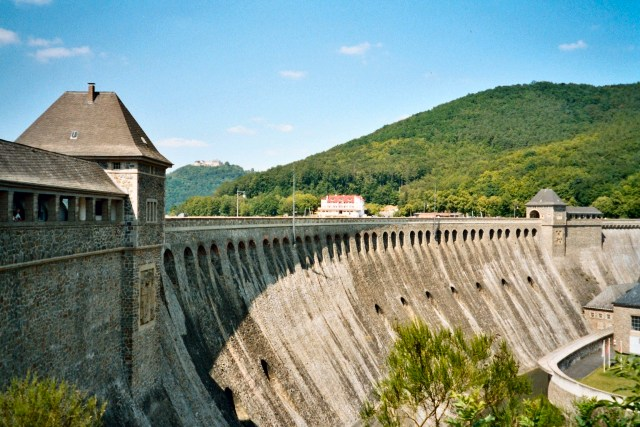
De Ederdam. Let op de ontbrekende sluisgaten aan de linkerkant. Deze zijn bij het herstel van de dam niet herbouwd.

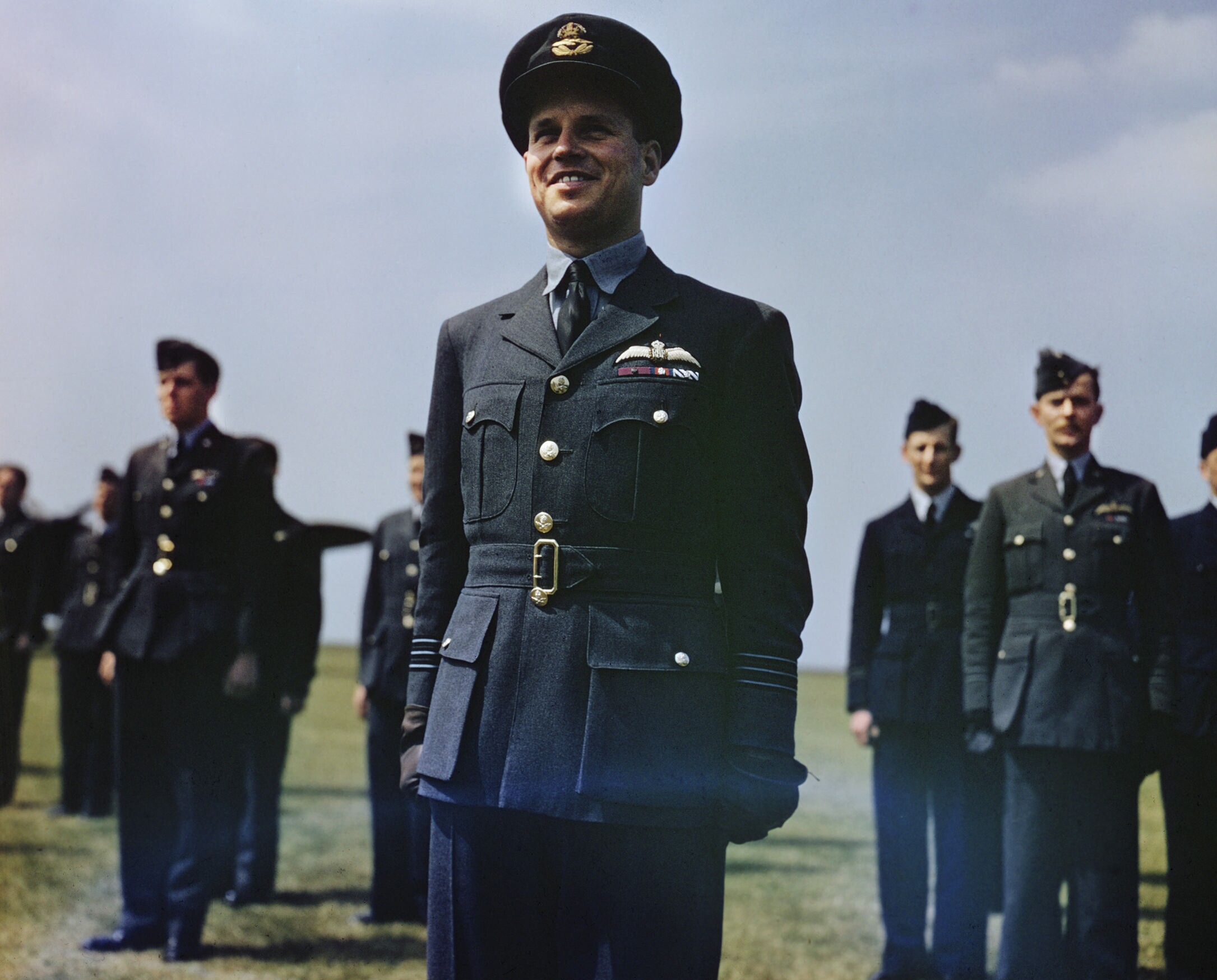
Guy Gibson (m) op 27 mei 1943 tijdens het bezoek van Koning George VI aan het squadron op RAF Scampton.

Hoewel de missie een succes was, waren de verliezen groot. Slechts 11 van de 19 Lancasters keerden terug; 53 bemanningsleden van de 133 kwamen om. Gibson keerde terug en werd vanwege zijn moed en leiderschap beloond met het Victoria Cross, de hoogste Britse onderscheiding. Na Operatie Chastise stond het 617e squadron bekend als de Dam Busters.
Door het bombardement viel de waterproductie in het Ruhrgebied van 1.000.000 m3 per dag terug tot 260.000, maar een maand later was de productie reeds terug op het oude peil dankzij een noodplan en voorzieningen (opgesteld in 1942) met water uit de Rijn. Ook de stroomvoorziening raakte snel hersteld, waardoor de gevolgen voor de Duitse oorlogsindustrie gering bleven.
De Duitsers bouwden de stuwdammen sneller dan verwacht weer op, waardoor de Duitse oorlogsindustrie al na een paar maanden weer volop werkte. De schade aan gebouwen en infrastructuur in het Möhne- en Ruhrdal was aanzienlijk en een morele klap voor de Duitsers. Voor het Britse moreel, dat na drie jaar oorlog aardig in elkaar gezakt was vanwege de uitzichtloosheid van de oorlog, was het een enorme opsteker. De resultaten van het bombardement bewezen aan geallieerde kant vooral voor de propaganda grote diensten.
Door de twaalf meter hoge vloedgolf vielen in het Möhnedal tussen 1300 en 1600 slachtoffers. Minstens 1026 van hen waren geallieerde krijgsgevangenen en dwangarbeiders. In het Ruhrdal tussen Neheim en Niederense werd bijvoorbeeld een kamp met Oekraïense dwangarbeidsters weggevaagd en vielen zeker 526 slachtoffers. Door de verwoesting van de Ederdam vielen 47 tot 68 slachtoffers.
De langst overlevende deelnemer aan de operatie, Squadron Leader Johnny Johnson, overleed in 2022 op 101-jarige leeftijd.

## Nederlandse slachtoffers[3]
- Albers, Jan, geboren te Nijmegen op 17 mei 1918, overleden op 17 mei 1943 te Neheim-Hüsten. (Möhnedam)
- Ankersmit, Hendrikus, geboren te Sambeek op 4 december 1912, overleden op 17 mei 1943 te Neheim-Hüsten. (Möhnedam)[4]
- As, van, Marinus Johannus, geboren te Nijmegen op 18 februari 1924, overleden op 17 mei 1943 te Neheim-Hüsten. (Möhnedam)
- Daniels, Henricus Gerardus, geboren te Maasbree op 3 oktober 1921, overleden op 17 mei 1943 te Neheim-Hüsten. (Möhnedam)
- Doors, Johannes, geboren te Gennep op 31 juli 1917, overleden op 17 mei 1943 te Neheim-Hüsten. (Möhnedam)
- Haalen, van, Johannes Theodorus, geboren te Nijmegen op 2 augustus 1923, overleden op 17 mei 1943 te Neheim-Hüsten. (Möhnedam)
- Hendriks, Franciscus Lambertus Antonius, geboren te Zutphen op 9 maart 1919, overleden op 17 mei 1943 te Neheim-Hüsten. (Möhnedam)
- Hollenbenders, Peter Heinrich, geboren te Sankt Tönis (Duitsland) op 2 juni 1888, overleden op 17 mei 1943 te Neheim-Hüsten. (Möhnedam)
- Hooft, van, Cornelis Gerardus, geboren te Boxmeer op 22 juni 1923, overleden op 17 mei 1943 te Neheim-Hüsten. (Möhnedam)
- Koenders, Antonius Stephanus, geboren op de Koendersmolen in Braamt (Bergh) op 26 december 1923, overleden op 17 mei 1943 te Neheim-Hüsten. (Möhnedam)
- Peters, Antonius Gerardus, geboren te Boxmeer op 30 oktober 1917, overleden op 17 mei 1943 te Neheim-Hüsten. (Möhnedam)
- Robbertsen, Marinus, geboren te Ede, overleden op 17 mei 1943 te Neheim-Hüsten. (Möhnedam)
- Sanders, Theodorus Wilhelmus, geboren op 14 september 1918 te Hengelo, overleden op 17 mei 1943 te Neheim-Hüsten. (Möhnedam)[5]
- Teuwsen, Theodorus, geboren te Ubbergen op 24 juli 1906, overleden op 17 mei 1943 te Neheim-Hüsten. (Möhnedam)

## Verfilming
Operatie Chastise werd in 1955 verfilmd door Michael Anderson als "The Dam Busters", met in de hoofdrollen Richard Todd als Wing Commander Guy Gibson en Michael Redgrave als Barnes Wallis. De film wordt beschouwd als in hoofdlijnen historisch juist. Bij de première waren twintig overlevenden van de Operatie te gast. De film won een Oscar voor Beste special effects en de titelmuziek, "The Dam Busters March" door Eric Coates, werd een favoriet stuk voor vele militaire orkesten.

## Naslagwerken
- (en)  Paul Brickhill, "The Dam Busters". London: Evans Bros., 1951. Geromantiseerd verslag over 617 Squadron tijdens de gehele oorlog.
- (en)  Charles S. Cockell, "The Science and Scientific Legacy of Operation Chastise." Interdisciplinary Science Reviews nr. 27, 2002, p. 278–286.
- (en)  Douglas C. Dildy, "Dambusters; Operation Chastise", Osprey Raid Series No. 16. Oxford, UK: Osprey Publishing, 2010. ISBN 978-1-84603-934-8.
- (en)  Jonathan Falconer, "The Dam Busters Story". Stroud, Gloucestershire, UK: Sutton Publishing Limited, 2007. ISBN 978-0-7509-4758-9.
- (en)  John Sweetman, "The Dambusters Raid". London: Cassell, 1999. ISBN 0-304-35173-3.
- Max Hastings: Operatie Chastise. Het verhaal van de Dambusters 1943. Vert. uit het Engels door Edzard Krol en Wilma Paalman. Hollands Diep, 388 blz. ISBN 9789048852697

## Virtual reality
Sinds 2019 wordt in het RAF Museum in Londen een gedetailleerde VR-animatie getoond van de Dambusters Raid. 